# Le Jingyi
Dans ce nom chinois, le nom de famille, Le, précède le nom personnel.
Le Jingyi (chinois : 樂靖宜), née le 19 mars 1975 à Shanghai, est une nageuse chinoise.

## Biographie
Aux Jeux olympiques d'été de 1992 à Barcelone, Le Jingyi est médaillée d'argent du 4 × 100 mètres nage libre. De plus, elle termine quatrième de la finale du relais 4 × 100 mètres quatre nages et sixième de la finale du 100 mètres nage libre.
En 1996 à Atlanta, elle est sacrée championne olympique du 100 mètres nage libre, médaillée d'argent du 50 mètres nage libre et du 4 × 100 mètres nage libre.

## Palmarès

### Jeux olympiques
| Épreuve                | Édition              | Édition              | Édition | Édition |
| Épreuve                | Barcelone 1992       | Atlanta 1996         |         |         |
| 50 m nage libre        | -                    | Argent 24 s 90       |         |         |
| 100 m nage libre       | 6e                   | Or 54 s 50           |         |         |
| 4 × 100 m nage libre   | Argent 3 min 40 s 12 | Argent 3 min 40 s 48 |         |         |
| 4 × 100 m quatre nages | 4e                   | -                    |         |         |

### Championnats du monde

#### Grand bassin
| Épreuve              | Édition                    | Édition | Édition | Édition | Édition |
| Épreuve              | Rome 1994                  |         |         |         |         |
| 50 m nage libre      | Or 24 s 51 RM              |         |         |         |         |
| 100 m nage libre     | Or 54 s 01                 |         |         |         |         |
| 4 × 100 m nage libre | Or 3 min 37 s 91 – RM – RC |         |         |         |         |
| 4 × 100 m 4 nages    | Or 4 min 1 s 67 – RM – RC  |         |         |         |         |

## Hommage
Elle est citée parmi d'autres champions sur les murs de la station de métro Villejuif-Léo Lagrange. Son nom et son prénom sont cependant intervertis en raison d'une méconnaissance de l'onomastique asiatique par les organisateurs du projet décoratif.